# Нидердюренбах
Нидердюренбах (нем. Niederdürenbach) — община в Германии, в земле Рейнланд-Пфальц. 
Входит в состав района Арвайлер. Подчиняется управлению Брольталь.  Население составляет 987 человек (на 31 декабря 2010 года). Занимает площадь 6,82 км².
Коммуна подразделяется на 2 сельских округа.